# Ludwig Blochberger
Ludwig Blochberger (Berlino Est, 3 dicembre 1982) è un attore tedesco.

## Filmografia parziale

### Cinema
- Sommersturm, regia di Marco Kreuzpaintner (2004)
- Le vite degli altri (Das Leben der Anderen), regia di Florian Henckel von Donnersmarck (2006)
- Der letzte Zug, regia di Joseph Vilsmaier e Dana Vávrová (2006)
- The Reader - A voce alta (The Reader), regia di Stephen Daldry (2008)
- Effi Briest, regia di Hermine Huntgeburth (2009)

### Televisione
- Die Konferenz - film TV (2004)
- Die letzte Schlacht - film TV (2005)
- Tatort - serie TV, 4 episodi (2005-2012)
- Bis nichts mehr bleibt - film TV (2010)
- Francesco - film TV (2014)
- Programma protezione testimoni (Das Programm) - film TV (2016)
- Il commissario Dupin (Kommissar Dupin) - serie TV, 5 episodi (2014-2017)
- Il commissario Voss (Der Alte) - serie TV, 60 episodi (2008-2022)